# Kozolupy (stacja kolejowa)
Kozolupy – stacja kolejowa w miejscowości Kozolupy, w kraju pilzneńskim, w Czechach. Znajduje się na magistrali kolejowej Praga - Pilzno - Cheb. Położona jest na wysokości 355 m n.p.m.
Na stacji nie ma możliwości zakupu biletu, a obsługa podróżnych odbywa się w pociągu. 

## Linie kolejowe
- 170 Praha - Beroun - Plzeň - Cheb